# Muzeum Kolejnictwa na Śląsku

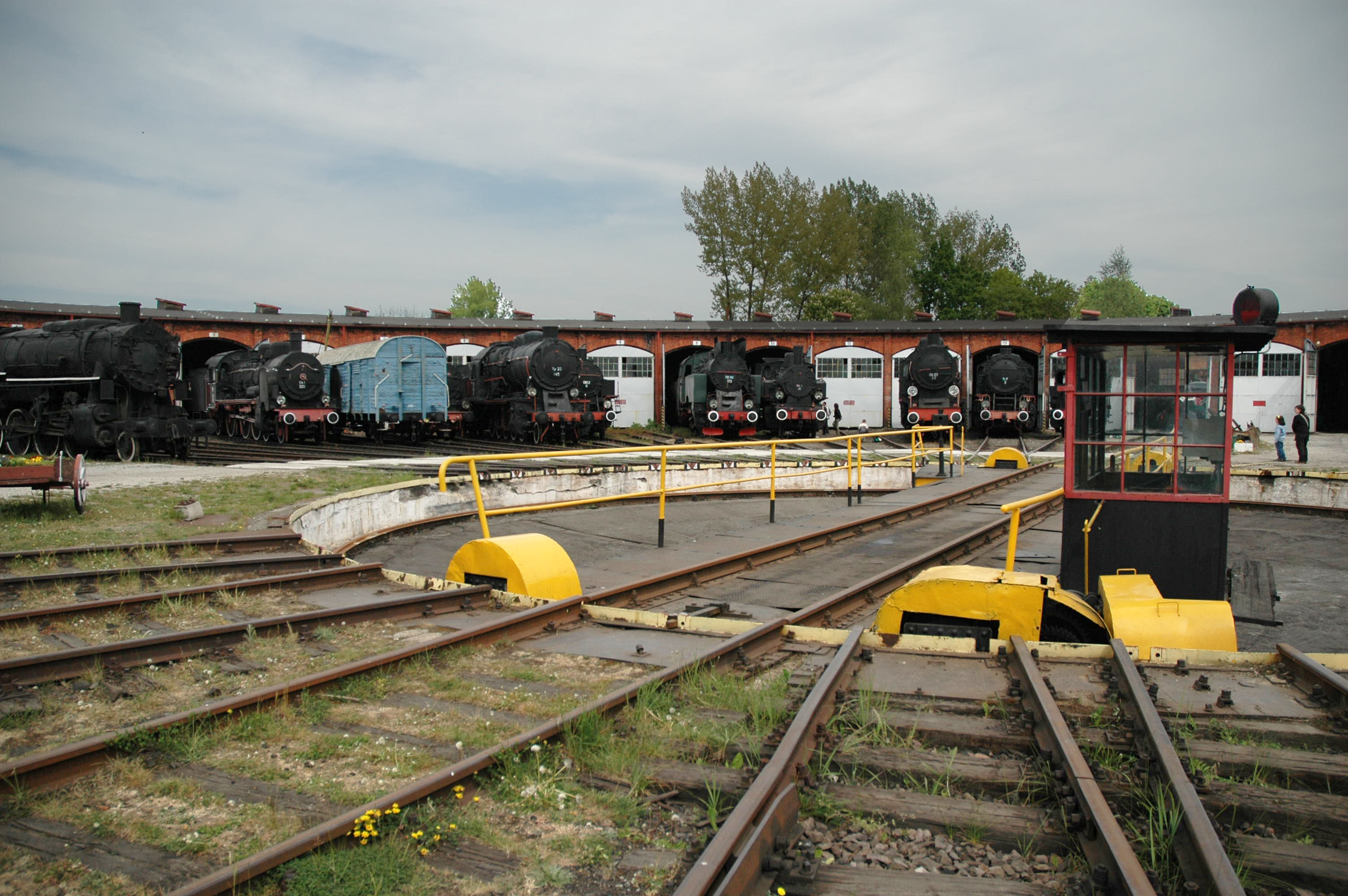
Rundschuppen mit Drehscheibe (2007)

Das Muzeum Kolejnictwa na Śląsku (deutsch Museum für Eisenbahnwesen in Schlesien) ist ein Eisenbahnmuseum in Jaworzyna Śląska (Königszelt) in der Woiwodschaft Niederschlesien in Polen. Es befindet sich seit 2005 im ehemaligen Bahnbetriebswerk. Der Bahnhof bediente vier Richtungen und benötigte eine leistungsfähige Infrastruktur mit Dampfbetriebswerk, Wartungsplätzen einschließlich Werkstätten. Die Elektrifizierung führte zur Auflösung des Bahnbetriebswerks. Den Kern des Museums bildet der Bestand an Normalspur-Schienenfahrzeugen aus der Zeit zwischen 1890 und den 1970er Jahren. Auf Schienen von einer Gesamtlänge von ca. zwei Kilometern zeigt die Ausstellung 40 Dampflokomotiven polnischer, deutscher, englischer und amerikanischer Produktion, Elektro- und Diesellokomotiven sowie 50 Waggons und andere spezielle Schienenfahrzeuge.
Seit 2014 gibt es mit der „Dampflokroute“ die Möglichkeit das Museum zu erkunden. Mit der polnischen Dampflok TKt48-18 oder dem tschechoslowakischen Motorwagen „Motorak“ aus dem Jahr 1956 führt die Route an den wichtigsten eisenbahntechnischen Anlagen vorbei, die einst den Betrieb von Dampflokomotiven ermöglichten. Während der Fahrt wird auch die Funktionsweise einer Drehscheibe demonstriert.
Neben den zahlreichen Eisenbahnfahrzeugen gibt es dort auch eine Sammlung historischer Harley-Davidson-Motorräder sowie Ausstellungen von Industriemaschinen und -geräten. Mit der betriebsfähigen Tkt48-18 werden Sonderfahrten in Niederschlesien durchgeführt.
In Bezug auf den Fahrzeugbestand zählt das Museum zu den größeren Eisenbahnmuseen des Landes. Das Museum wurde von der „Stiftung zur Bewahrung des Schlesischen Industriellen Erbes“ übernommen.

## Exponate
- EP23-001
- EU04-24
- Ok1-325 (ex 38 3267)
- Ok22-23
- OKi2-27 (ex 74 1234)
- OKl2-6 (ex 64 061)
- Ol49-64
- Ol49-93
- Pt31-49
- Pt47-28
- Pt47-78
- SM03-422
- SM30-531
- SM41-164
- SN61-179
- SN80-12
- ST43-?
- TKBb 14813
- TKi3-26 (ex 91 449)
- TKp5
- Tkt48-18
- Tkt48-67
- Tkt48-100
- Tkt48-173 (Sw. Barbara)
- Tkt48-186
- Tp2-34 (ex 55 860)
- Tr7-3 (ex 56 4103)
- Tr201-51
- Tr202-28
- Tr203-296
- Ty2-38 (ex 52 162)
- Ty2-81 (ex 52 2112)
- Ty2-223 (ohne Tender, ex 52 2127)
- Ty2-305  (ex 52 2520)

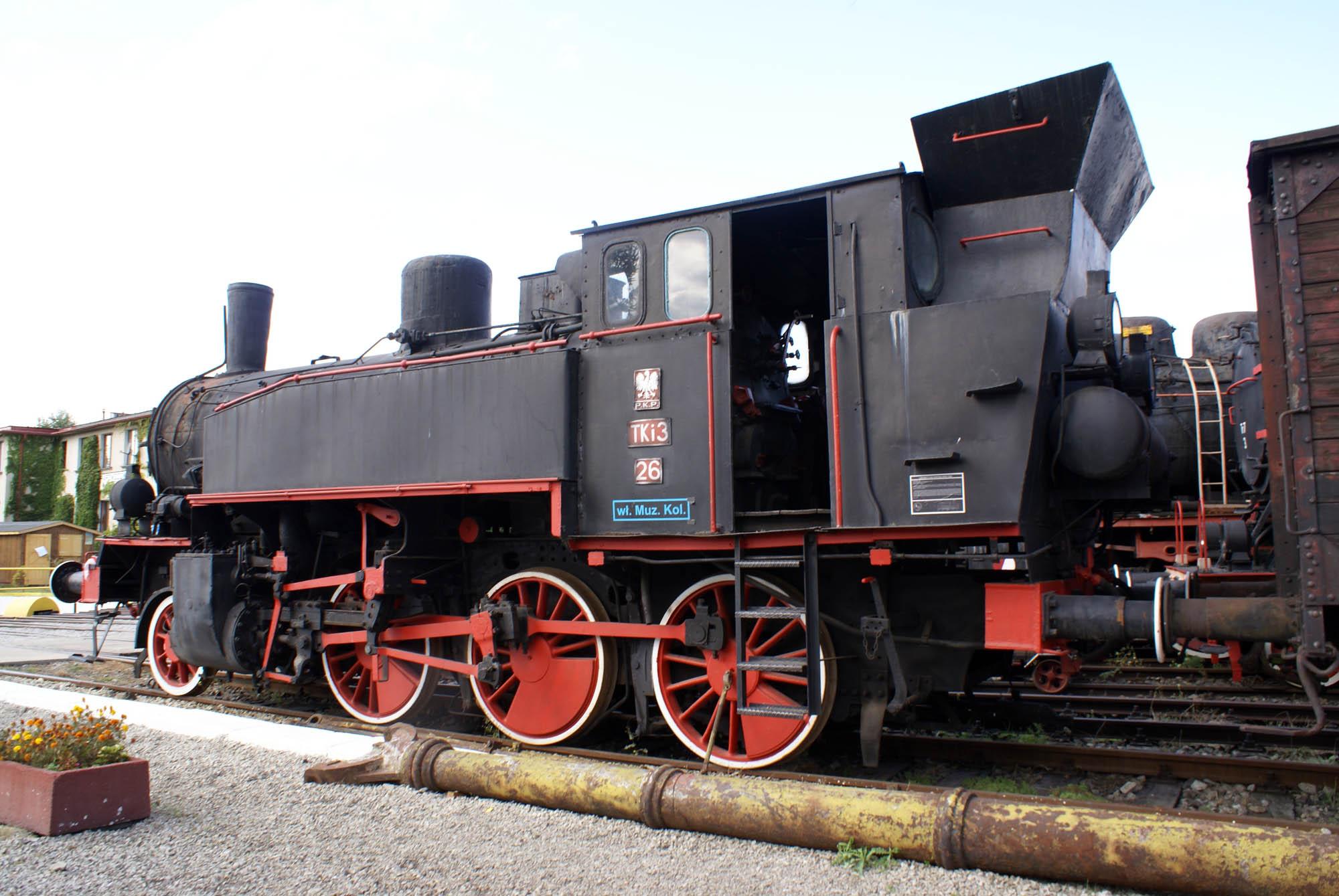
TKi3-26

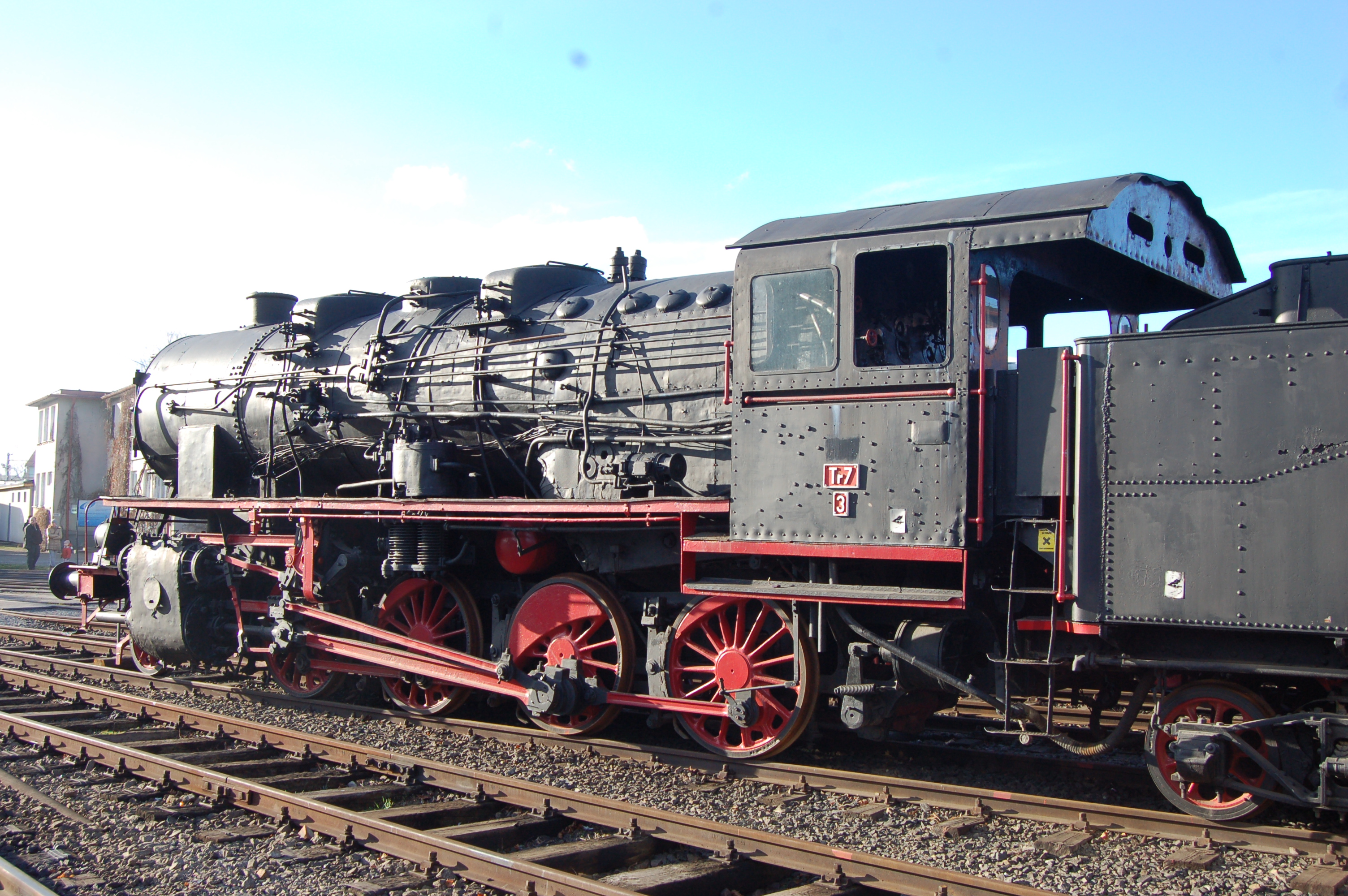
Tr7-3

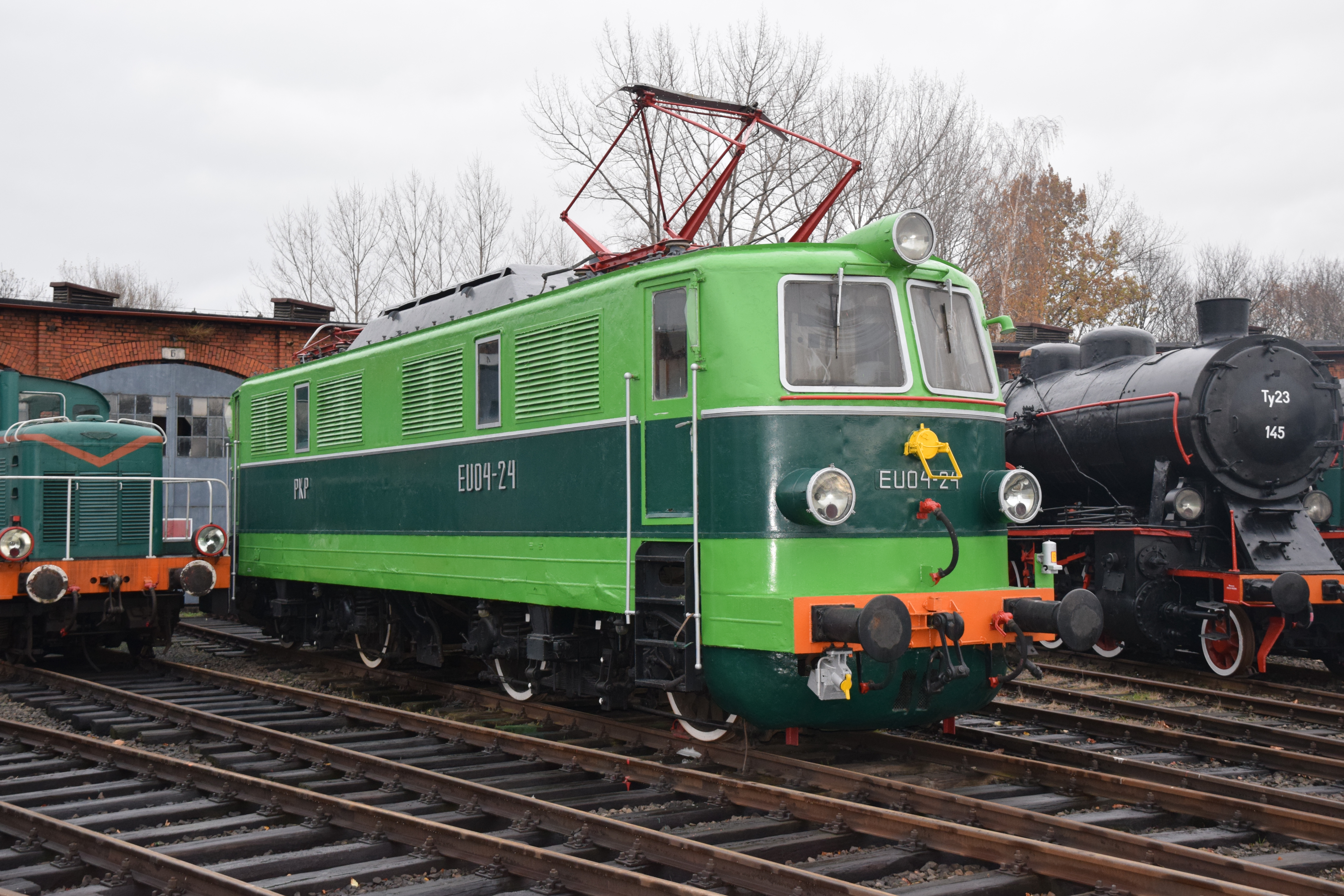
EU04-24

- Ty2-821 mit Steifrahmentender (ex 52 7328)
- Ty2-930 (ex 52 2730)
- Ty2-949 (ex 52 2794)
- Ty2-1169 (ex 52 7785)
- Ty5-16 (ex 50 1029)
- Ty23-145
- Ty42-1
- Ty43-23
- Ty45-20
- Ty51-1401
- pr. T7 (Breslau 1839) Union 537/1890
- Lok 1
- 830 189-7
- Ls40-6233
- 410D-51
- Deutz OMZ 117 R (Deutz 33124)